# Meister der schwarzen Augen

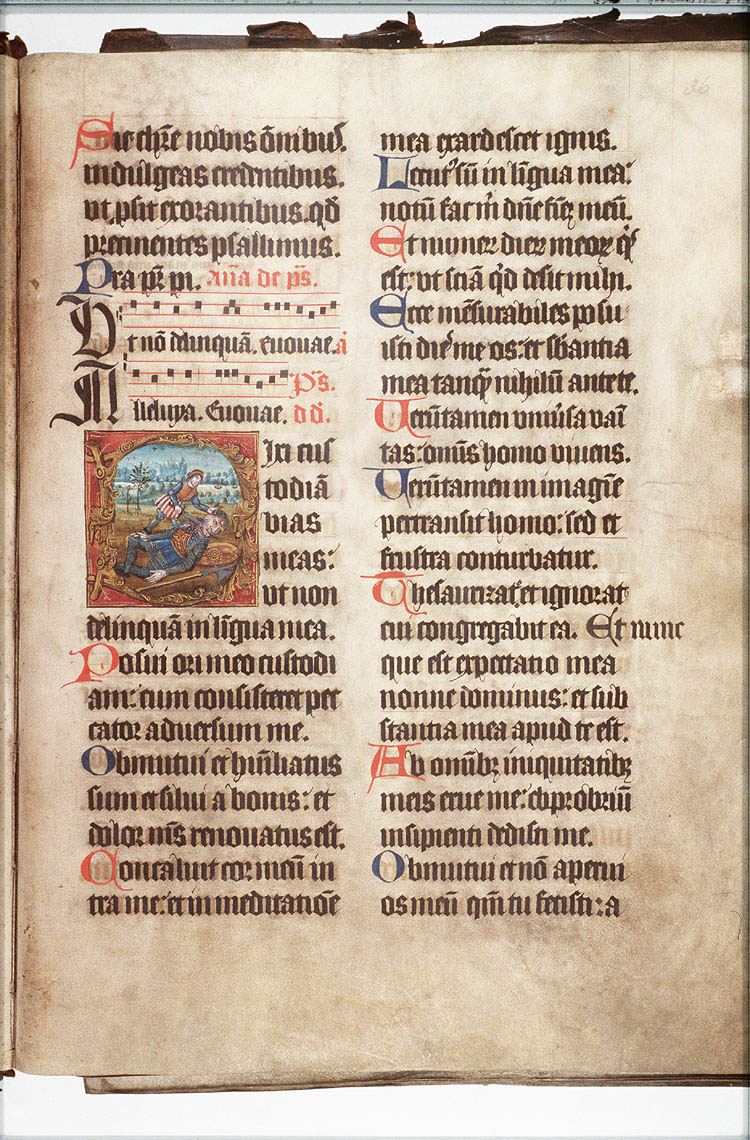
Psalter, Koninklijke Bibliotheek, Niederlande Ms. 78 A 32 (Detail)

Als Meister der schwarzen Augen (niederländisch Zwarte-ogen-meesters) werden eine Reihe von spätmittelalterlichen Buchmalern zusammengefasst, die am Ende des 15. und am Anfang des 16. Jahrhunderts vor allem im Westen der Niederlande, der Grafschaft Holland, tätig waren.  Die namentlich nicht bekannten Künstler sind nach einem ihnen gemeinsamen Stilelement benannt, dunklen Schatten, mit denen sie die  Augen ihrer Figuren betonten. Sie schufen vor allem illuminierte Stundenbücher und betrieben eine führende Buchproduktion ihrer Zeit. Arbeiten von Angehörigen der Gruppierung wurden bis nach England verbreitet.
Über 70 Manuskripte der Meister der Schwarzen Augen sind heute noch erhalten. Die Arbeiten stehen am Ende der Blütezeit niederländischer Buchmalerei.